# حمادة (حبيش)

تعديل مصدري - تعديل

حمادة محلة تابعة لقرية العارضه العليا، التابعة لعزلة العارضة بمديرية حبيش إحدى مديريات محافظة إب في الجمهورية اليمنية، بلغ تعداد سكانها 37 حسب تعداد اليمن لعام 2004.